# Gonny Reijnen
Gerardina Henriette Maria (Gonny) Reijnen (Haarlem, 4 maart 1967) is een Nederlands voormalig softballer.
Reijnen kwam uit voor het eerste damesteam van Terrasvogels en was tevens international van het Nederlands damessoftbalteam. Ze nam met dit team deel aan de Olympische Spelen van 1996 in Atlanta als korte stop. Na haar actieve sportperiode was ze ook nog de manager en coach van het Nederlands damessoftbalteam. Nadien werd Reijnen hoofdcoach van het damessoftbalteam van Alcmaria Victrix in Alkmaar.
In 2001 trouwde ze op de thuisplaat van het stadion van HCAW met de Amerikaanse honkballer Brian Farley.
Madelon Beek · 
Petra Beek · 
Luciène Geels · 
Jacqueline de Heer · 
Marjolein de Jong · 
Jacqueline Knol · 
Anita Kossen · 
Anouk Mels · 
Sandra Nieuwveen · 
Penny le Noble · 
Corrine Ockhuijsen · 
Sonja Pannen · 
Marlies van der Putten · 
Gonny Reijnen · 
Martine Stiemer